# Paul Hankar
Paul Hankar (Frameries, 11 dicembre 1859 – Bruxelles, 17 gennaio 1901) è stato un architetto e designer belga tra i principali rappresentanti dell'Art Nouveau in Belgio.

## Biografia
Ebbe una formazione come scultore e studiò presso l'Accademia reale di belle arti di Bruxelles (Académie royale des beaux-arts de Bruxelles), dove strinse amicizia con Victor Horta. Si interessò fin da giovane della tecnica del ferro battuto, in seguito ampiamente utilizzata nei suoi progetti.
Fu collaboratore di Henri Beyaert fino al 1894, ma già nel 1888 iniziò la propria autonoma attività di architetto e di creatore di oggetti d'arredamento, collaborando con Adolphe Crespin, decoratore di interni e specialista della tecnica dello sgraffito le cui opere caratterizzeranno le facciate delle architetture di Hankar.
Nel 1889 redasse il progetto per il palazzo Chávarri di Bilbao, per l'imprenditore basco Victor Chávarri.

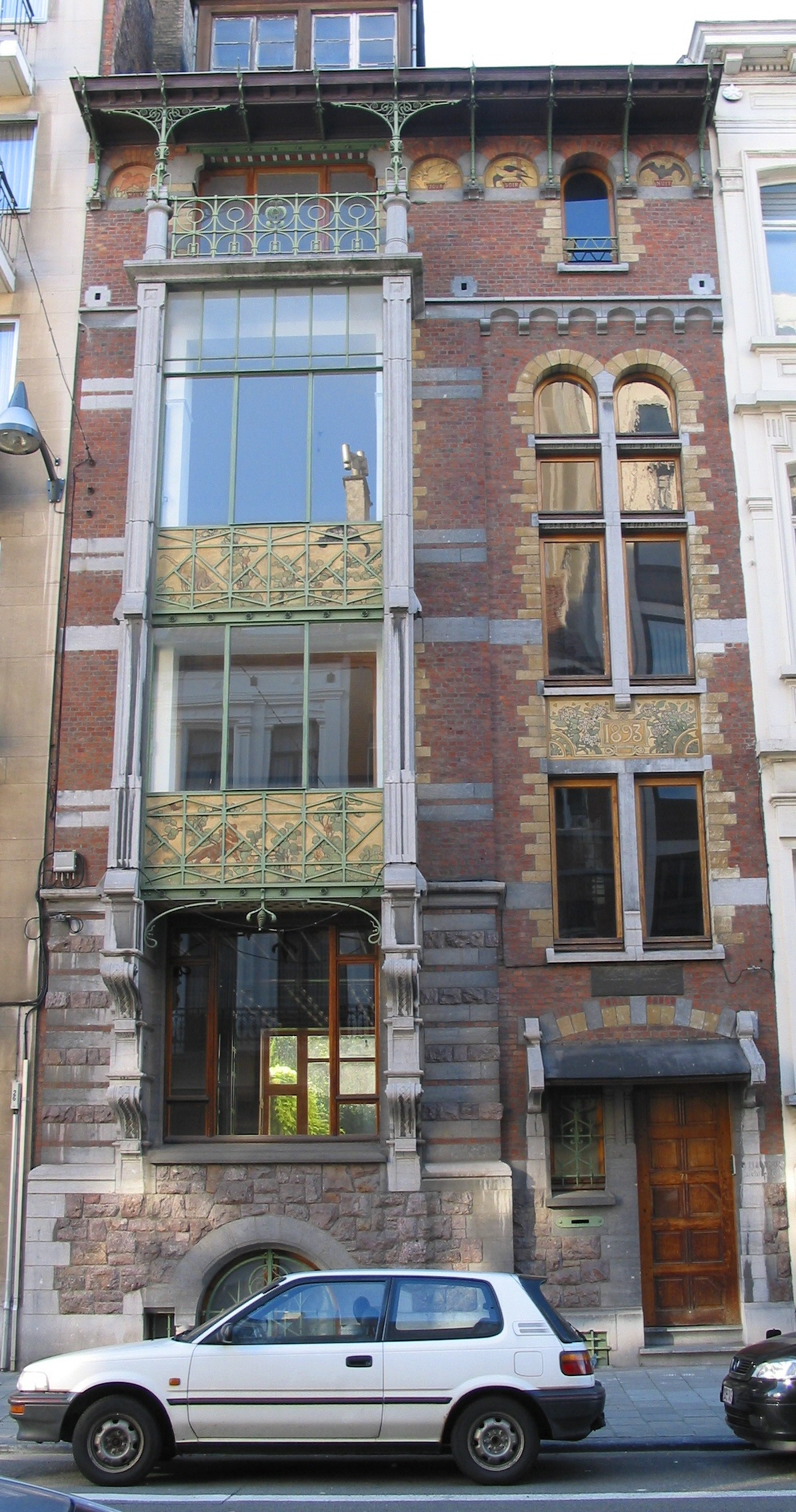
Casa di Paul Hankar in rue Defaqz 71 a Saint Gilles (presso Bruxelles), del 1893.

Nel 1893 costruì la propria casa, considerata il primo esempio di un edificio di Art Nouveau a Bruxelles, insieme al palazzo Tassel di Victor Horta. Nel 1896 redasse il progetto per la "Città degli artisti", con laboratori e abitazioni per una cooperativa di artisti, presso la stazione balneare di Westende (comune di Middelkerke, nella provincia delle Fiandre Occidentali); il progetto non venne mai realizzato, ma ispirò la Künsterkolonie di Darmstadt e la Secessione viennese.

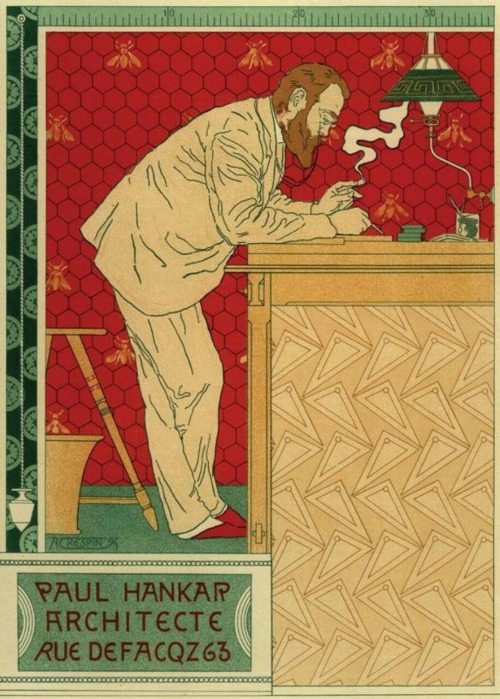
Ritratto di Paul Hankar in un poster di Adolphe Crespin, c. 1894

In occasione dell'Esposizione universale di Bruxelles del 1897, fu incaricato con Henry Van de Velde, con Gustave Serrurier-Bovy e con Georges Hobé del esposizione coloniale a Tervuren, come coordinatore dei lavori dei diversi artigiani e fabbricanti di arredi.
La maggior parte delle sue costruzioni si trovano nella città di Bruxelles:
- casa Zegers-Regnard (1895);
- casa e farmacia Peeters (1896);
- palazzo Renkin (1897, oggi scomparso);
- palazzo Ciamberlani (1897);
- casa del pittore René Janssens (1898;
- palazzo Kleyer (1898);
- casa-atelier Bartholomé (1898, oggi scomparsa);
- camiceria Niguet (1899).

Massone, fu membro del Grande Oriente del Belgio.
È seppellito presso il cimitero del Dieweg a Uccle, presso Bruxelles.